# Luther-Dekade

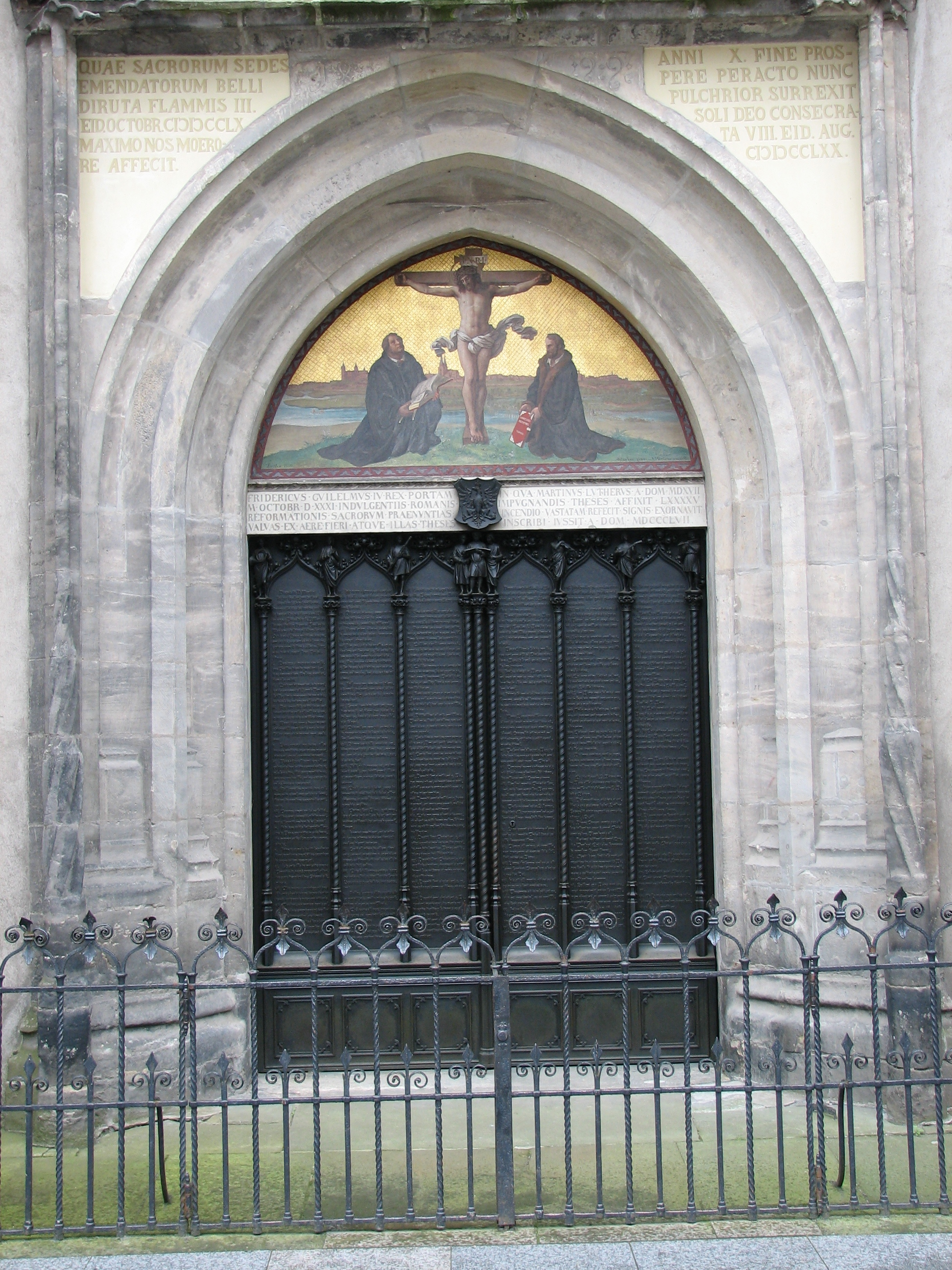
Die Thesentür der Schlosskirche in Wittenberg

Die Luther- / Reformationsdekade ist eine Veranstaltungsreihe, die am 21. September 2008 begann und auf das Jubiläum des 500. Jahrestags des Thesenanschlags von Martin Luther im Jahr 2017 endete. In der Lutherdekade wurde das weite Themenspektrum der Reformation in Themenjahren aufgenommen und dargestellt. So wurde zum einen an einige historische Gedenkjahre (450. Todestag Melanchthons 2010 oder der 500. Geburtstag Lucas Cranachs d. J. 2015) angeknüpft. Zum anderen nahm die Lutherdekade Impulse der Reformation auf, die bis in die Gegenwart reichen.

## Hintergrund und Projekte
Am 31. Oktober 1517 hat Martin Luther in Wittenberg die 95 Thesen angeschlagen, so die lutheranische Überlieferung (siehe Authentizität des Thesenanschlags). Sie haben eine Diskussion ausgelöst, die schließlich zur Reformation geführt hat. Insbesondere in den Lutherstädten Wittenberg, Eisleben, Erfurt, Torgau und Eisenach/Wartburg wurden daher bis 2017 zahlreiche Veranstaltungen durchgeführt. Der Lutherische Weltbund (LWB) hatte in Wittenberg ein Zentrum eingerichtet, durch das die Einbeziehung der Mitgliedskirchen in die Lutherdekade und die Vorbereitung auf das Reformationsjubiläum sichergestellt werden sollte. Damit wurde die weltweite Ausstrahlung der Reformation unterstrichen und die internationale Bedeutung der Lutherdekade hervorgehoben. Einen sichtbaren Ausdruck findet das im Luthergarten, der in Vorbereitung auf das 500-jährige Jubiläum der Reformation in den Wallanlagen der Lutherstadt Wittenberg bis zum Jahre 2017 nach den Plänen vom Landschaftsarchitekten Andreas Kipar entstand. Das Projekt wurde durch den LWB in Genf initiiert, unter Mitwirkung des Deutschen Nationalkomitees des Lutherischen Weltbundes (DNK/LWB) und der Vereinigten Evangelisch-Lutherischen Kirche Deutschlands (VELKD).
Am 1. November 2009 wurden die ersten Bäume durch Vertreter der Christlichen Weltgemeinschaften und von Kirchen aus Deutschland, Italien und Rumänien gepflanzt.
Der Rat des LWB beschloss, dass sich der LWB an den internationalen ökumenischen Veranstaltungen zum 31. Oktober 2017 in Wittenberg beteiligen würde.
Um die gesamtstaatliche Bedeutung des Reformationsjubiläums zu unterstreichen, beteiligt sich auch die Bundesregierung mit Kabinettsbeschluss vom 20. Februar 2011 an der Vorbereitung und Gestaltung des Jubiläums. Die Beauftragte der Bundesregierung für Kultur und Medien wurde damit beauftragt, die Maßnahmen der Bundesregierung zur Vorbereitung und Durchführung des Reformationsjubiläums zu koordinieren.

## Themenjahre der Luther- / Reformationsdekade 2008–2017
- 2008 Eröffnung Lutherdekade: Im Herbst 1508 kam Martin Luther zum ersten Mal nach Wittenberg, dem Ort, der seine wichtigste Wirkungsstätte werden sollte. 500 Jahre später, im September 2008, wurde die Lutherdekade feierlich in der Schlosskirche zu Wittenberg eröffnet.
- 2009 Reformation und Bekenntnis: Johannes Calvin gilt als ein „Gründungsvater“ des reformierten Protestantismus, mit weltweit ca. 80 Millionen Mitgliedern. Im Jubiläumsjahr seines 500. Geburtstags rücken unter anderem sein Kirchenverständnis und seine Wirtschaftsethik in den Fokus. Wegweisend bis heute ist auch das Bekenntnis der Barmer Theologischen Erklärung vor 75 Jahren.
- 2010 Reformation und Bildung: Der 450. Todestag Philipp Melanchthons, des „Praeceptor Germaniae“ („Lehrer Deutschlands“), lud zur Auseinandersetzung mit den Bildungsimpulsen der Reformation ein: Demokratisierung von Bildung, Einheit von Glaube und Bildung sowie Grundlegung von Allgemeinbildung.
- 2011 Reformation und Freiheit: Der mündige Christenmensch steht im Mittelpunkt der Reformation. Mit der Taufe ist das allgemeine Priestertum aller Glaubenden verbunden. Der aufrechte Gang unter Gottes Wort und zugleich die solidarische Hinwendung zum Mitmenschen sind die beiden Pole reformatorischer Freiheit.
- 2012 Reformation und Musik: Die Reformation legte einen Grundstein der europäischen Musikkultur, vom Gemeindegesang bis zur Hausmusik. Dafür stehen Komponisten wie Bach, Schütz, Telemann und Händel, aber auch der Leipziger Thomanerchor, der 2012 sein 800-jähriges Bestehen feiert. Es gilt, diese reiche Tradition lebendig zu halten und neue Wege zu erproben.
- 2013 Reformation und Toleranz: Ökumenische Gemeinsamkeit ohne nationale oder konfessionelle Begrenzung ist ein Anspruch der „Lutherdekade“ 450 Jahre nach Abschluss des Konzils von Trient (1563) und 40 Jahre nach der Leuenberger Konkordie als Zeugnis der innerprotestantischen Ökumene. Dabei kamen auch die intoleranten Seiten der Reformation zur Sprache.
- 2014 Reformation und Politik: Obrigkeit und Mündigkeit, Glaube und Macht, Gewissensfreiheit und Menschenrechte sind Themen der Reformation und zugleich der Gegenwart, die eine breite Diskussion in Kirche und Gesellschaft verdienen.
- 2015 Reformation – Bild und Bibel: Anlässlich des 500. Geburtstages Lucas Cranachs d. J. kommt die Kunst der Reformationszeit in den Blick. Die Reformation war auch eine Medienrevolution. Eine neue Wort- und Bildsprache entstand. Es sollte behandelt werden, welche „Bilder“ der Glaube heute findet und wie diese Botschaft durch Medien, Bild und Sprache vermittelt wird. Anfang des Jahres brachte der Spielwarenhersteller geobra mit Hinblick auf das Jubiläumsjahr 2017 eine Playmobil-Lutherfigur auf den Markt.[2]
- 2016 Reformation und die Eine Welt: Von Wittenberg ging die Reformation in die Welt. Über 400 Millionen Protestanten weltweit verbinden ihre geistig-religiöse Existenz mit dem reformatorischen Geschehen. Im Vorjahr des Reformationsjubiläums standen die globalen Prägekräfte im Mittelpunkt.
- 2017 Reformationsjubiläum

Das Jubiläumsjahr „500 Jahre Reformation“ wurde weltweit als Höhepunkt der Lutherdekade mit kirchlichen und kulturellen Veranstaltungen, Tagungen und großen Ausstellungen gefeiert werden, jedoch soll das nicht das Ende der Begegnung mit Luthers Leben und Werk bedeuten.